# Necrotiserende fasciitis
Necrotiserende fasciitis  of fasciitis necroticans is een infectie door bacteriën, gelokaliseerd in het onderhuids vetweefsel. De infectie verspreidt zich in de loop van uren tot dagen over het fascie-oppervlak en gaat gepaard met ernstige vernietiging van huid-, spier -en vetweefsel. In de meeste gevallen wordt uit weefsel dat ingezet wordt voor kweek de Streptococcus pyogenes gekweekt. Deze bacterie is wel bekend onder de naam vleesetende bacterie. Vaak maken andere bacteriën deel uit van het infectieproces, zoals Staphylococcus aureus en gramnegatieve, aerobe en anaerobe staven.

## Symptomen

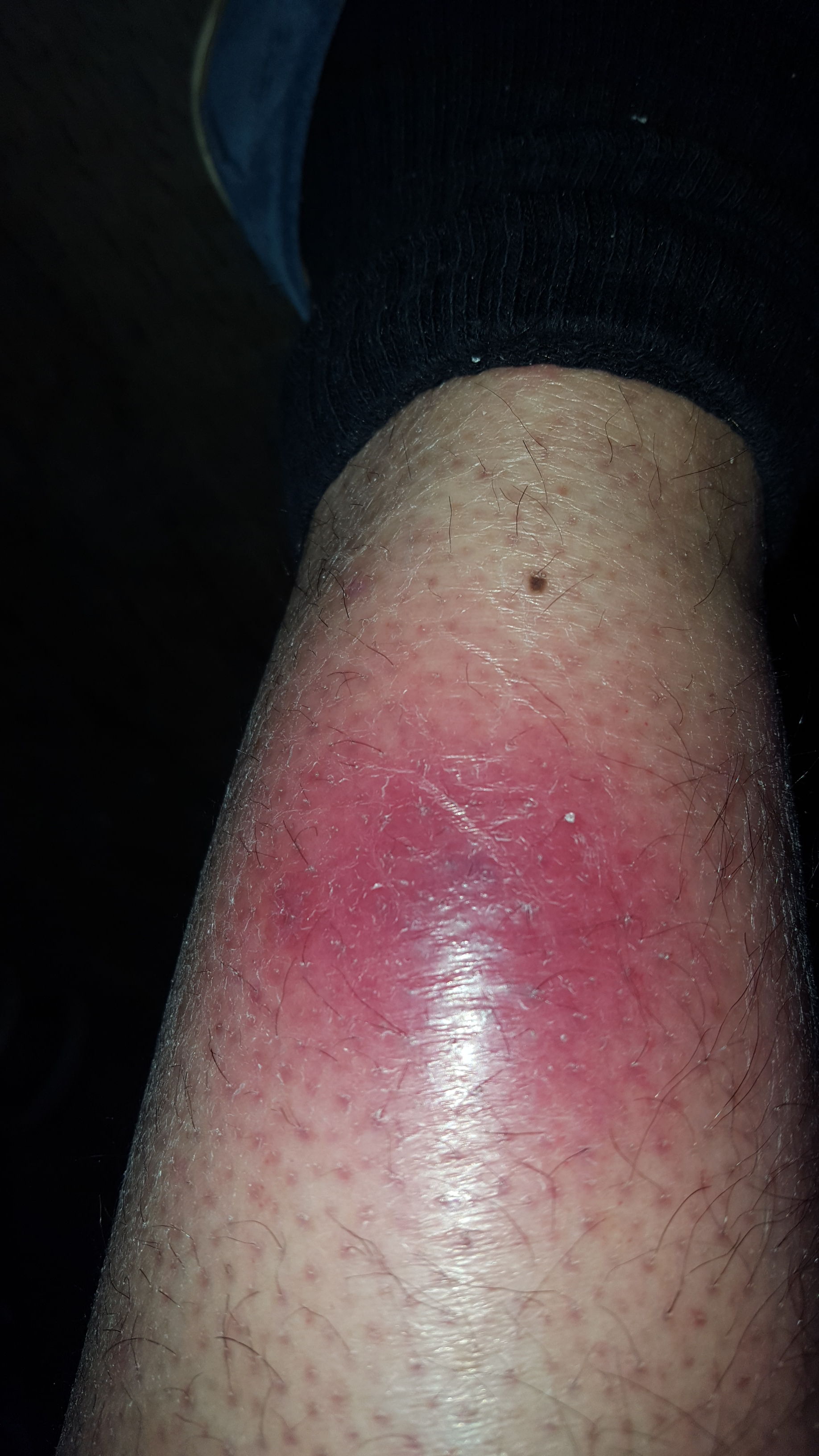
Zeer vroeg symptoom van NF. Het centrum gaat van rood naar paars. (later zwart)
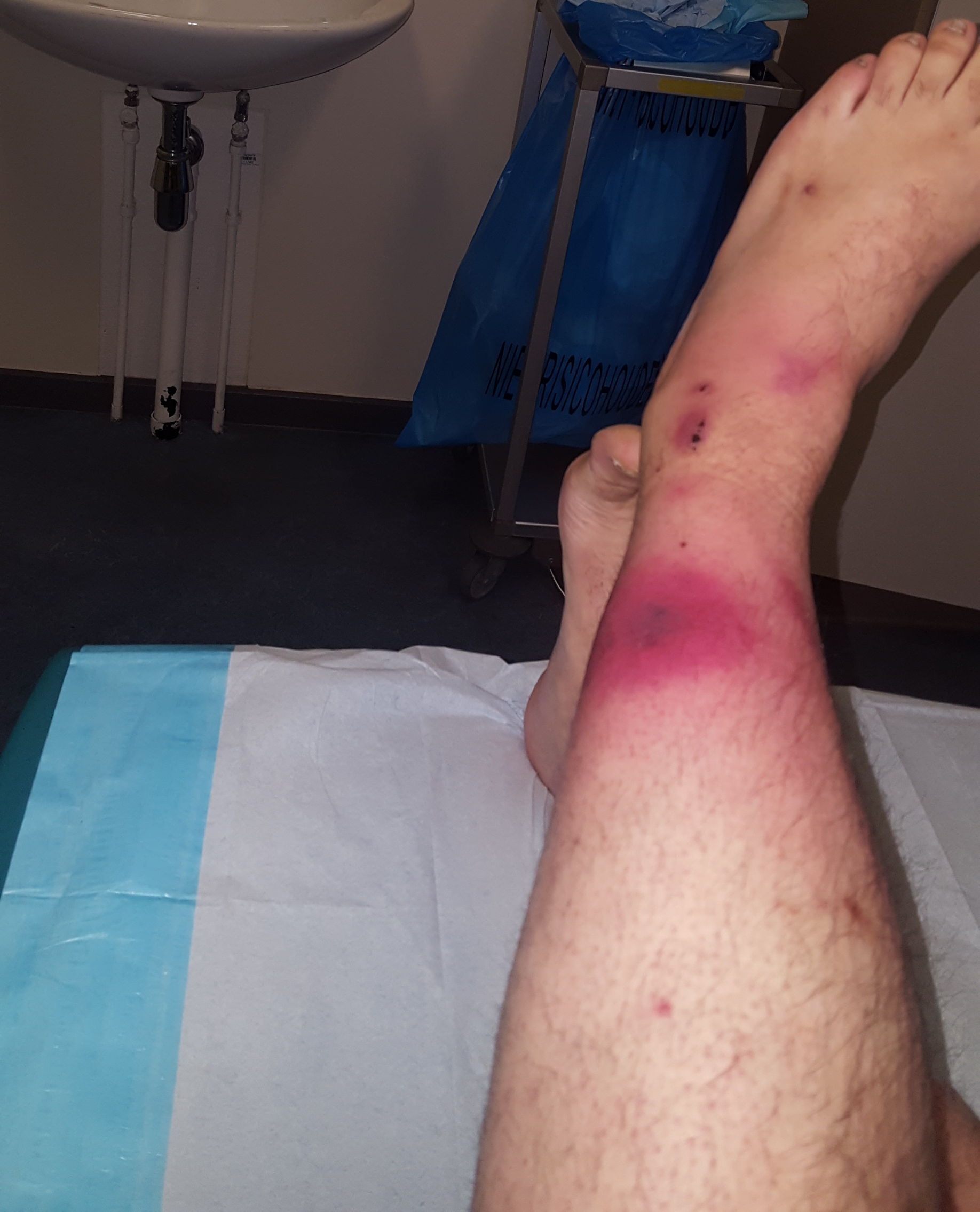
Duidelijke overgang van paars naar zwart.

De infectie begint lokaal, gewoonlijk bij een wond. Iemand die geïnfecteerd is met de bacterie heeft veel pijn, pijn die vaak niet in verhouding lijkt te staan tot de grootte van de wond of de zichtbare infectie. Als de wond zich aan de oppervlakte bevindt, begint de geïnfecteerde wond al snel te zwellen, het geïnfecteerde gebied wordt rood en warm. Maar als het aangetaste gebied dieper ligt, dan is er meestal nog niets te zien. Al snel krijgen de meeste patiënten last van diarree en misselijkheid, vaak moeten ze overgeven en hebben ze veel pijn. Bij infecties aan de oppervlakte verandert de kleur van het geïnfecteerde gebied van rood naar paars (vaak met vochtblazen) en vervolgens naar bruin/zwart (necrose). Als er eenmaal sprake is van necrose dan zal een patiënt zich zeer ziek voelen en meestal hoge koorts hebben. Als de aandoening niet behandeld wordt, dan zal de infectie zich snel uitbreiden met de dood tot gevolg. Deze aandoening is relatief zeldzaam.

## Oorzaak
Een klein wondje kan al voldoende zijn voor het ontstaan van necrotiserende fasciitis. Risicofactoren bestaan uit diabetes, roken, overgewicht, alcoholmisbruik en een verslechterde afweer.

## Diagnose
Bij lichamelijk onderzoek wordt gekeken hoeveel pijn de patiënt heeft in het aangedane gebied en hoe infectie zich in de huid presenteert.
Op beelden van een CT-scan of MRI-scan zijn meestal onderhuidse velden gevuld met gassen te zien.
Alleen lichamelijk en beeldvormend onderzoek zijn echter niet voldoende om de aandoening definitief vast te stellen, en omdat tijd bij een verdenking van NF een levensbelangrijke factor is voor het beloop, zal men direct een spoedoperatie moeten uitvoeren en daarbij moeten handelen naar bevinding. Een definitieve diagnose kan alleen worden gesteld door het inzetten van een kweek.

## Preventie
Goede wondverzorging en persoonlijke hygiëne zijn van belang om NF te voorkomen. Verder kan men risicofactoren zoals overgewicht, roken en alcoholmisbruik beperken om de kans op NF te verkleinen.

## Behandeling
De behandeling van fasciitis necroticans bestaat uit het onmiddellijk starten van intraveneuze antibiotica, hemodynamische ondersteuning en acute, agressieve chirurgie. De chirurgische behandeling betreft een necrotectomie, waarbij het aangetaste gebied volledig wordt opengelegd, tot in het gezonde weefsel. In het necrotische gebied is verspreiding van antibacteriële stoffen moeilijk, zodat al het necrotische weefsel verwijderd moet worden. Bij infectie van een ledemaat is dan soms alleen een amputatie nog levensreddend. De openliggende wond wordt nadien opgevuld met gazen. Dagelijks moet wondinspectie plaatsvinden, waarbij eventuele restnecrose wordt verwijderd. Wanneer de infectie geweken is, zal een huidtransplantatie worden uitgevoerd. De mortaliteit van necrotiserende fasciitis kan ondanks een adequate behandeling oplopen. Behandeling met intraveneuze immunoglobulinen en met hyperbare zuurstof lijken het beloop van fasciitis necroticans gunstig te kunnen beïnvloeden. Het achterliggend idee is dat de anaerobe bacteriële processen worden bestreden door de zuurstof.

## Prognose
Zonder behandeling zal de aandoening altijd leiden tot het overlijden van de patiënt. De overlevingskans is onder meer afhankelijk van de plaats van de infectie en hoe snel met de behandeling wordt gestart. Wanneer de infectie alleen een ledemaat aantast, kan soms alleen een amputatie het leven van de patiënt redden. Ongeveer 1 op de 3 patiënten overlijdt aan de gevolgen van de infectie.

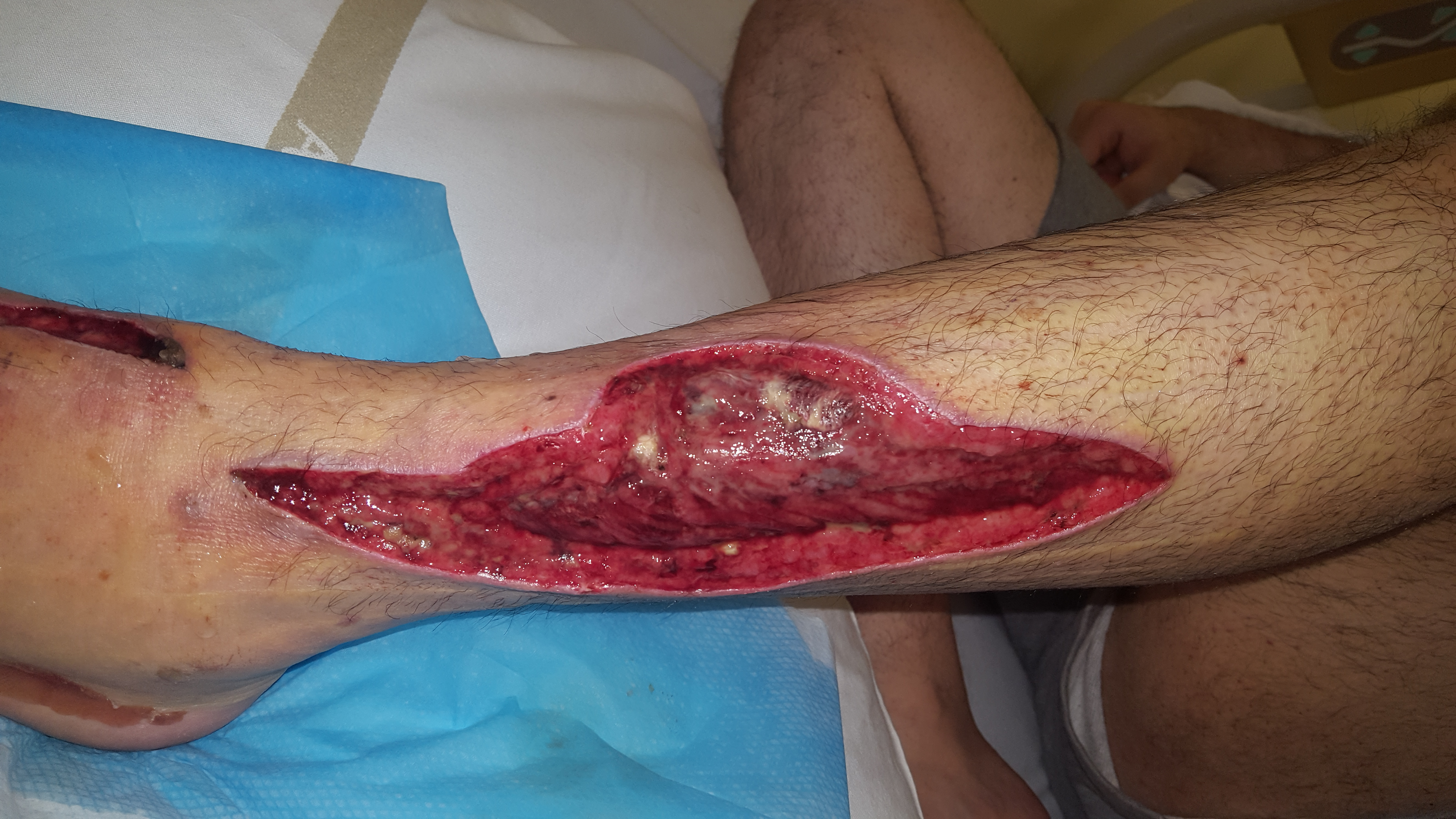
Open wond na een eerste operatie. Later wordt huidtransplantatie verricht.